# Opisthoxia trimaculata
Opisthoxia trimaculata är en fjärilsart som beskrevs av W. Warren 1907. Opisthoxia trimaculata ingår i släktet Opisthoxia och familjen mätare. Inga underarter finns listade i Catalogue of Life.